# باب الفرج (دمشق)
باب الفرج من أبواب دمشق المحدثة في العصر الإسلامي بالجهة الشمالية للسور إلى الغرب من باب الفراديس ، فتحه نور الدين الشهيد في القرن السادس للهجرة. وهو باب مزدوج كان بقربه باب عرف بباب العمارة فتح عند عمارة القلعة ثم سدّ.

## التسمية
وسمّي بالفرج لما وجد من الفرج لأهل البلد عند فتحه، كما عُرف باب الفرج في العهد العثماني باسم باب البوابجية لوجود سوقين لصنع البوابيج (الأحذية)هناك، وحالياً يدعى باب المناخلية لوقوعه في سوق المناخلية. ومن أسمائه الأخرى: باب الخلاص وباب المناخلية.

## الموقع
يقع في شمال دمشق غرب باب الفراديس. بناه نور الدين زنكي خلال سنوات حكمه (549-569م). أي من العهد الأتابكي .

## الوصف
باب الفرج حالياً مزدوج، الداخلي محاذي للسور، عضادته اليسرى عليها نقش يؤرخ رمضان 639هـ حينما جدّده الملك الصالح أيوب. ارتفاع الباب 381سم وعرضه 305سم. قامت مديرية الآثار بترميمه. والخارجي ملاصق لنهر بردى. أُعيد بناؤه في القرن الخامس عشر، في العهد المملوكي. وهو ضخم ومستطيل، فوقه عتبة وكتابة مطموسة. أمام الباب عضادتان يعلوهما قوس، سقطت من مكانها. وعلى كل من العضادتين يوجد رنك مملوكي نُقشت فيه زهرة الزنبق، وكانت شعار نور الدين. جدّد سيف الدين أبي بكر بن أيوب باب الفرج عام 606هـ.
أمام الباب الخارجي كان هناك جسر باب الفرج على نهر بردى، بُني أيام المماليك عام 736هـ. وإلى جانب الباب الخارجي، يوجد مسجد باب الفرج. وكان فوق مدخله مرسوم سلطاني.
بين الباب الخارجي والداخلي توجد طاحونة باب الفرج. وجداراها الشمالي والغربي من جسم السور نفسه، وفيها مرامي للسهام.